# Union Pacific Railroad
Union Pacific Railroad (учётная марка UP, биржевой тикер NYSE: UNP, Ю́нион Паси́фик) — американская компания, владеющая самой большой сетью железных дорог в США. I класса. Основана в 1862 году. Штаб-квартира в Омахе, штат Небраска. Президент, исполнительный директор (CEO) и председатель правления с 2015 года — Лэнс Фриц.

## История
Компания была создана в 1862 году для строительства железной дороги от Среднего Запада до Сан-Франциско.
После биржевого краха 1869 года компания перешла под контроль Джея Гулда. В 1880 году он объединил Union Pacific с железнодорожными компаниями Денвера и Канзаса.
В 1893 году в связи с долговыми проблемами Union Pacific перешла под управление кредиторов. Началась распродажа активов, однако часть бизнеса удалось сохранить.
В начале 1900-х Union Pacific провела несколько поглощений, в том числе приобрела своего конкурента Southern Pacific. Затем она попыталась приобрести компанию Northern Pacific. Это привело к антимонопольному расследованию, в итоге акции Northern Pacific были реализованы на открытом рынке, а в 1913 году Union Pacific предписали продать и акции Southern Pacific.
C момента своего создания Union Pacific занималась не только железнодорожными перевозками, но и добычей угля, затем приобрела небольшое нефтяное месторождение. В 1962 году были приобретены компании Champlin Oil и Pontiac Refining, имевшие лицензии на добычу нефти в девяти американских штатах и трёх канадских провинциях, а также крупный нефтеперерабатывающий завод и сеть заправочных станций. В 1970 году железнодорожные перевозки обеспечили 73 % выручки Union Pacific, в 1975 году — лишь 57 %, а в 1985 году — менее 50 %.
В 1980 году регулирование железнодорожной отрасли США было либерализовано и в 1982 году Union Pacific смогла приобрести Missouri Pacific Railroad и Western Pacific Railway. За этим последовала череда поглощений, кульминацией которой стало повторное приобретение Southern Pacific в 1996 году. В результате образовалась крупнейшая публичная железнодорожная компания мира. Ресурсное же подразделение Union Pacific было продано.
В 2013 году в Union Pacific работали около 45 тысяч человек, её транспортная сеть протяжённостью 51 500 км охватывает 23 штата США.